# Lukin Márta
Lukin Márta (Budapest, 1956. –) magyar opera-énekesnő (mezzoszoprán).

## Életpályája
A Városmajor utcai Általános Iskolában tanult, ahol 1970-ben végzett. Felsőfokú tanulmányait az ELTE Bölcsészettudományi Karán kezdte angol-orosz szakon, majd 1979-ben átment a Zeneakadémia ének szakára. Sipos Jenő és Bende Zsolt osztályában tanult, 1984-ben diplomázott. Ezután további tanulmányokat folytatott Rózsa Veránál Londonban, illetve Blum Tamásnál Zürichben. A Magyar Rádió és Televízió Énekkarában énekelt. 1988-ban debütált Győrben Verdi Don Carlos című operájának Ebolijaként. Később Miskolcon és Pécsett énekelt. A Magyar Állami Operaházban 1992-ben mutatkozott be Parsifal Kundry szerepében. Fellépett Európa számos operaházában, de énekelt az Egyesült Államokban és Japánban is. Gyakran énekel a Nemzeti Filharmónia és a Magyar Rádió hangversenyein, Bach, Händel, Rossini, Brahms, Verdi, Mahler oratóriumaiban.

## Családja
Lukin László zenepedagógus, karnagy és Horváth Eszter (1927–1996) ének-zene tanár leánya. Hét testvére van: Sándor, tévéoperatőr; Cecília, a Magyar Rádió Gyermekkórusának titkára; Ágnes, az MTV rendezője;  Gábor, zeneszerző; András; Zsuzsanna, énekes, karnagy és Katalin, angoltanár. Anyai nagyszülei Horváth Zoltán és Sárközi (Molnár) Márta író, nagybátyja Horváth Ádám rendező. Anyai nagyanyai dédszülei Molnár Ferenc író és Vészi Margit újságíró, festő, grafikus. Anyai nagyanyai dédanyai ükapja Vészi József író, újságíró, országgyűlési képviselő.

## Fontosabb szerepei
- Bartók: A kékszakállú herceg vára - Judit
- Verdi: Aida - Amneris
- Verdi: Don Carlos - Eboli
- Wagner: A Rajna kincse - Fricka
- Wagner: A walkür - Brünnhilde
- Wagner: Parsifal - Kundry

## Diszkográfia
- 1989 Respighi, Ottorino: Belfagor (Hungaroton, HCD 12850-51)
- 1995 Fauré, Gabriel: Requiem Op. 48/ Liszt Ferenc: Via Crucis S. 583 (Hungaroton, HCD 31424
- 1995 Händel, Georg Friedrich: A hűséges pásztor (III. változat) (Händel, Georg Friedrich: Il pastor fido) (Hungaroton, HCD 12912-13)
- 1999 Bartók: Works For Piano Solo Vol 5 - Mikrokosmos (Philips, 4623812)

## Kitüntetései
- Artisjus-díj (2000)